# Claire McCardell
Claire McCardell (Frederick (Maryland), 24 de mayo de 1905-Nueva York, 22 de marzo de 1958) fue una diseñadora de moda estadounidense. 

## Biografía
Estudió en la Escuela de Diseño Hood de Nueva York y, más tarde, en la Escuela Parsons de la misma ciudad, así como en la sucursal de París de esta última escuela. Tras su regreso, trabajó de dibujante en una tienda de ropa. En 1929 se asoció con Richard Turk y, en 1931, ambos fueron contratados por la empresa Townley Frocks. En 1938 presentó su «vestido monástico», una prenda suelta, sin cintura y cortada al bies, que tuvo un gran éxito. Trabajó entonces por dos años para Hattie Carnegie, hasta que en 1940 volvió a Townley Frocks, donde trabajó con su propia etiqueta. Se centró entonces especialmente en ropa deportiva, terreno en el que fue pionera en su país, con prendas sencillas, cómodas y funcionales, pero cuidadas en todos sus detalles. Utilizaba telas sencillas, como algodón, denim, punto, guinga y forro de colchón. Entre sus principales señas estaba el uso de bolsillos «remiendo», mangas camiseras, sisas bajas, despuntes, corchetes a la vista y ribetes de metal.
Entres sus principales diseños se encuentra el vestido popover (1942), un vestido enrollado sin armar, pensado para la mujer de clase media, que se ponía sobre la ropa para protegerla mientras se realizaban tareas domésticas; y un bañador tipo triángulo llamado «pañal de bebé» (1943). En 1944 diseñó para Capezio unos escarpines inspirados en las zapatillas de ballet. También diseñó un tipo de vestidos estilo Imperio, faldas dirndl, vestidos veraniegos sin espalda, trajes con bombachos y cuerpos elásticos tipo tubo.